# Hellental (Naturschutzgebiet)
Das Hellental ist ein ehemaliges Naturschutzgebiet in der niedersächsischen Gemeinde Heinade in der Samtgemeinde Eschershausen-Stadtoldendorf, dem gemeindefreien Gebiet Merxhausen, der Stadt Holzminden im Landkreis Holzminden, der Stadt Dassel und im gemeindefreien Gebiet Solling im Landkreis Northeim.

## Allgemeines
Das ehemalige Naturschutzgebiet mit den Kennzeichen NSG HA 149 (Landkreis Holzminden) und NSG BR 104 (Landkreis Northeim) ist 182 Hektar groß. Davon entfallen 128 Hektar auf den Landkreis Holzminden und 54 Hektar auf den Landkreis Northeim. Es ist Bestandteil des FFH-Gebietes „Moore und Wälder im Hochsolling, Hellental“ und des EU-Vogelschutzgebietes „Solling“. Im Südwesten schließt das ehemalige Naturschutzgebiet „Vogelherd“ an, ferner grenzt es direkt an das ehemalige Naturschutzgebiet „Mecklenbruch“. Das Gebiet stand seit dem 12. Oktober 1990 unter Naturschutz. Zum 9. Juni 2019 ging es zusammen mit den anderen Naturschutzgebieten im neu ausgewiesenen Naturschutzgebiet „Moore und Wälder im Hochsolling, Hellental“ auf. Zuständige untere Naturschutzbehörden waren die Landkreise Holzminden und Northeim.

## Beschreibung
Das ehemalige Naturschutzgebiet liegt zwischen Holzminden und Dassel südwestlich von Hellental im Solling innerhalb des Naturparks Solling-Vogler. Es stellte ein tief in den Solling eingeschnittenes Tal und die angrenzenden, mäßig steilen Hangbereiche unter Schutz. Durch das Tal, einen im Tertiär entstandenen Grabenbruch, fließt die Helle. Der schnell fließende Bach wird von zum Teil quelligen Feuchtwiesen und Ufergehölzen begleitet. Daneben kommen feuchte Borstgrasrasen und Reste von montanen Bergwiesen vor, wie sie sonst in Niedersachsen nur im Harz zu finden sind. Weiterhin sind im Gebiet ein Erlenquellwald, Waldbinsen- und Waldsimsensümpfe sowie Ohrweidengebüsch zu finden. 
In den Wiesenhängen sind Spuren des historischen Bewässerungssystems, der Fleuegräben, erhalten. Hierbei wurden die Wiesen durch linienförmige Zuleitungsgräben, die mit Quellwasser gespeist wurden, bewässert. Entlang der Gräben waren Schleusen eingerichtet, welche die gezielte Bewässerung einzelner Wiesenabschnitte erlaubten. Als Spuren der historischen Nutzung im Helletal sind Trockenmauern erhalten, vereinzelt sind auch noch Ackerterrassen zu erkennen.
Als geologische Besonderheit kommen in dem Gebiet Bachschwinden und Erdfälle als typische Karstformen vor.
Durch das Tal verlaufen von Hellental aus zwei Rundwanderwege. Bei Hellental verläuft ein Teilstück des als Naturerlebnispfad konzipierten Graslandpfades, der im Juni 2011 eröffnet wurde, durch das Gebiet. Entlang des rund 2,5 Kilometer langen Naturerlebnispfades werden an insgesamt zwölf Stationen Informationen zur Flora und Fauna des Grünlandes und seiner Entstehung und Nutzung vermittelt.